# Marne (Iowa)
Pour les articles homonymes, voir Marne.
Marne est une ville du comté de Carroll, en Iowa, aux États-Unis. La ville est fondée en 1875, lorsque des investisseurs allemands délimitent les terres achetées à Thomas Meredith. Le nom de la ville est celui d'une ville en Allemagne.

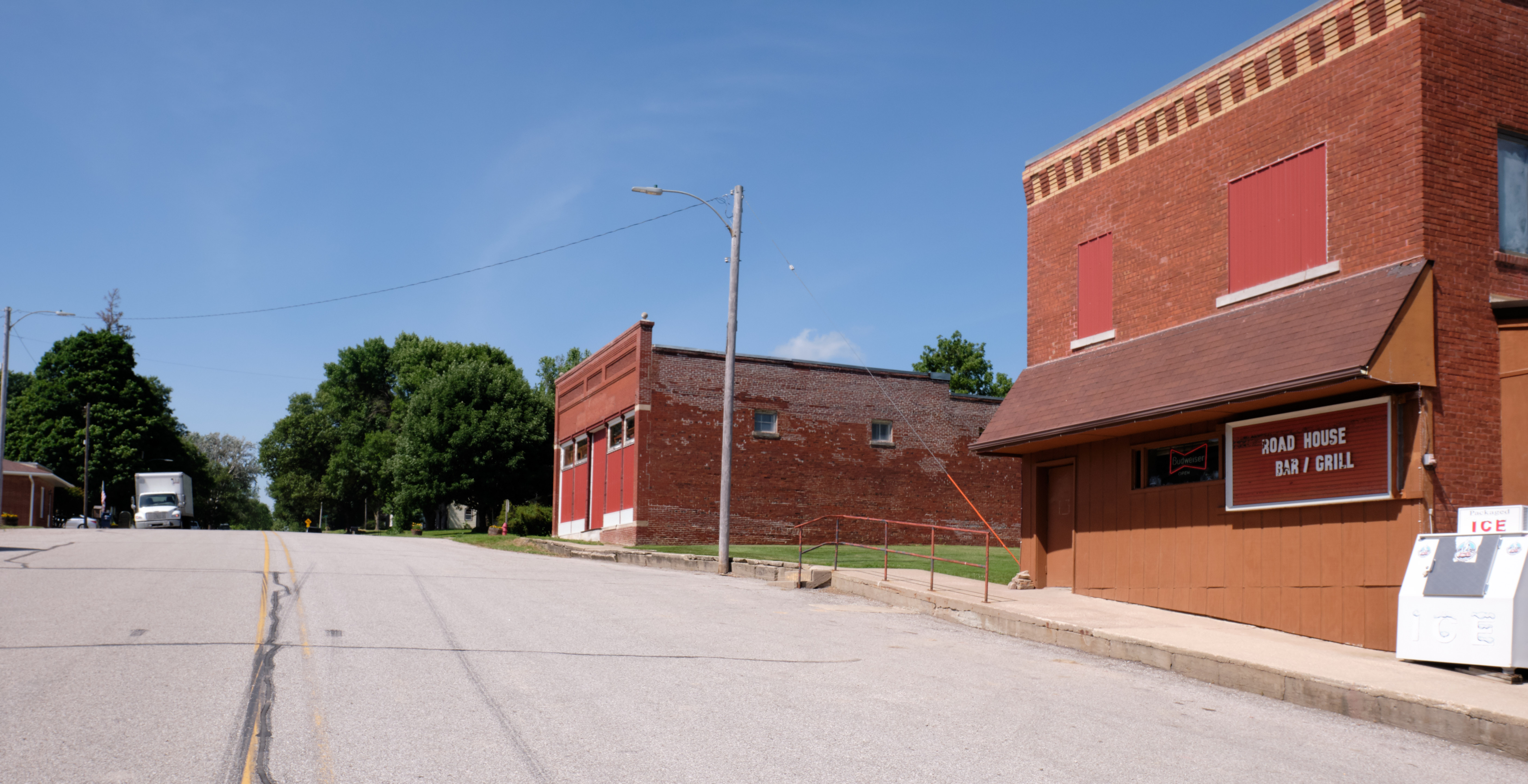
Marne, Iowa

## Source de la traduction
- (en) Cet article est partiellement ou en totalité issu de l’article de Wikipédia en anglais intitulé « Marne, Iowa » (voir la liste des auteurs).